# The Marriage of Heaven and Hell Part I
The Marriage of Heaven and Hell Part I — шестой студийный альбом американской рок-группы Virgin Steele, вышедший в 1995 году. Этот альбом является первой частью трилогии концептуального альбома, включая также The Marriage of Heaven and Hell Part II и Invictus.
Основная мысль концептуального альбома посвящена взаимоотношению человечества и божественного проявления.
Песни альбома не имеют какой-либо сюжетной линии, но они были вдохновлены религией, мифологией, эзотеризмом, поэзией и личным убеждениями автора текстов ДеФейса. Де Фейс и Пурсино сыграли все басовые партии на альбоме после того, как бас-гитарист Роб ДеМартино покинул группу.

## Список композиций
1. «I Will Come for You»
2. «Weeping of the Spirits»
3. «Blood & Gasoline»
4. «Self Crucifixion»
5. «Last Supper»
6. «Warrior’s Lament»
7. «Trail of Tears»
8. «Raven Song»
9. «Forever Will I Roam»
10. «I Wake up Screaming»
11. «House of Dust»
12. «Blood of the Saints»
13. «Life Among the Ruins»
14. «The Marriage of Heaven and Hell»

### Бонус-треки из переиздания 2008 года
1. «Blood and Gasoline» (совместно с Crystal Viper)

## Участники записи
- Дэвид ДеФейс — вокал
- Эдвард Пурсино — гитара
- Роб ДеМартино — бас-гитара
- Джоуи Айвазян — ударные